# Rhizotrogus marginipes

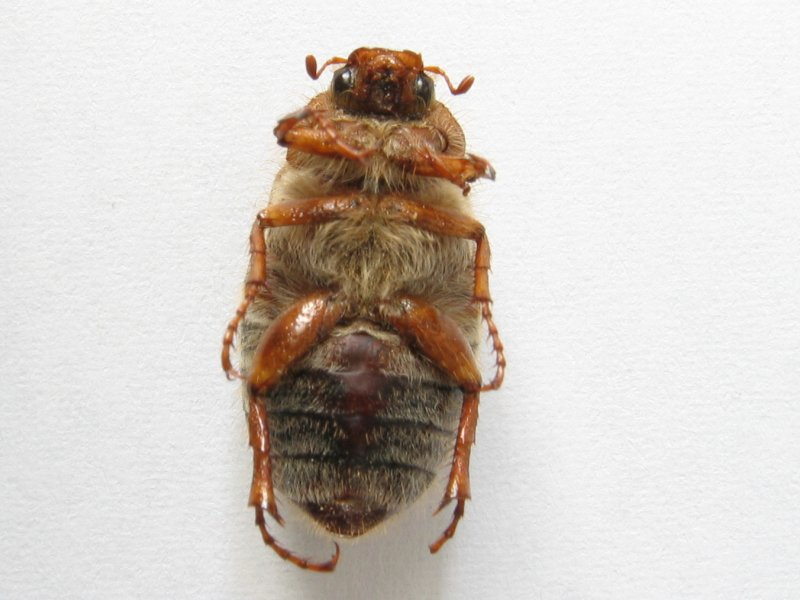
Unterseite von Rhizotrogus marginipes

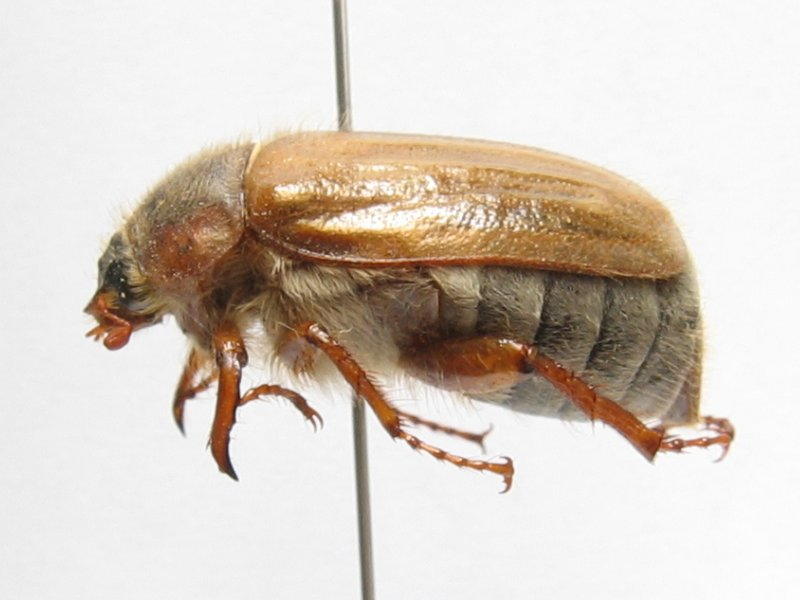
Seitenansicht von Rhizotrogus marginipes

Rhizotrogus marginipes ist ein Käfer aus der Familie der Blatthornkäfer (Scarabaeidae). Ein eindeutiger Trivialname ist für die Art nicht gebräuchlich. Selten wird er als Junikäfer bezeichnet, ein Name, der aber nach allgemeinem Verständnis Amphimallon solstitiale zugeordnet wird und außerdem auch gelegentlich für andere Vertreter beider Gattungen oder gar für den Gartenlaubkäfer (Phyllopertha horticola)  zu finden ist.

## Merkmale
Die Käfer erreichen eine Körperlänge von 14 bis 18 Millimeter und haben eine variable Färbung. Der Halsschild ist in der Regel dunkel mit rötlichen Flecken. Die Scheibe des Halsschildes ist dicht und grob punktförmig strukturiert und abstehend behaart, zwischen den groben Punkten liegen auch feinere. Der restliche Körper ist blass rötlichgelb, die Flügeldeckennaht und gelegentlich auch der Rand der Deckflügelspitzen ist schmal dunkler gefärbt. Es gibt auch Individuen mit schwarzer Zeichnung oder ganz dunkle Exemplare.
Unterscheidung von Amphimallon solstitiale:
Während Rhizotrogus marginipes  kaum sichtbare Streifen auf den Flügeldecken und eine anliegende Behaarung hat, finden sich bei Amphimallon solstitiale lange, in Reihen angeordnete Wimperborsten an den Seiten der Flügeldecken. Oft ist die Halsschild-Scheibe bei diesem dunkler und durch eine Mittellinie geteilt. Besonders auffällig ist die lang abstehende Behaarung der Flügeldecken (Elytren), welche an den Seitenrändern länger ist.

## Lebenszyklus
Das Weibchen legt etwa 30 Eier im Boden ab. Daraus entwickeln sich Larven, die auch Engerlinge genannt werden. In diesem ersten Entwicklungsstadium ernähren sie sich zunächst meist von Pflanzenresten und kleineren Wurzeln. Nachdem die Larven zweimal überwintert haben, verpuppen sie sich und schlüpfen je nach Witterungsbedingungen im frühen oder späten Juni. Als Imagines fressen sie das Gewebe von Blättern und beginnen sich fortzupflanzen. In kalten Frühsommern schwärmen die Junikäfer auch an Juliabenden gegen Sonnenuntergang für ein bis zwei Stunden aus.

## Systematik
Rhizotrogus marginipes ist auch unter folgenden Synonymen beschrieben worden:
- Rhizotrogus foveolatus Bach, 1850
- Rhizotrogus geniculatus Chevrolat, 1865
- Rhizotrogus granulifer Rosenhauer, 1856
- Rhizotrogus pallidus Mulsant, 1842
- Rhizotrogus piemontanus Brenske, 1891
- Rhizotrogus signatus Mulsant, 1842
- Rhizotrogus variolatus Fairmaire, 1880

## Belege